# 小行星5887

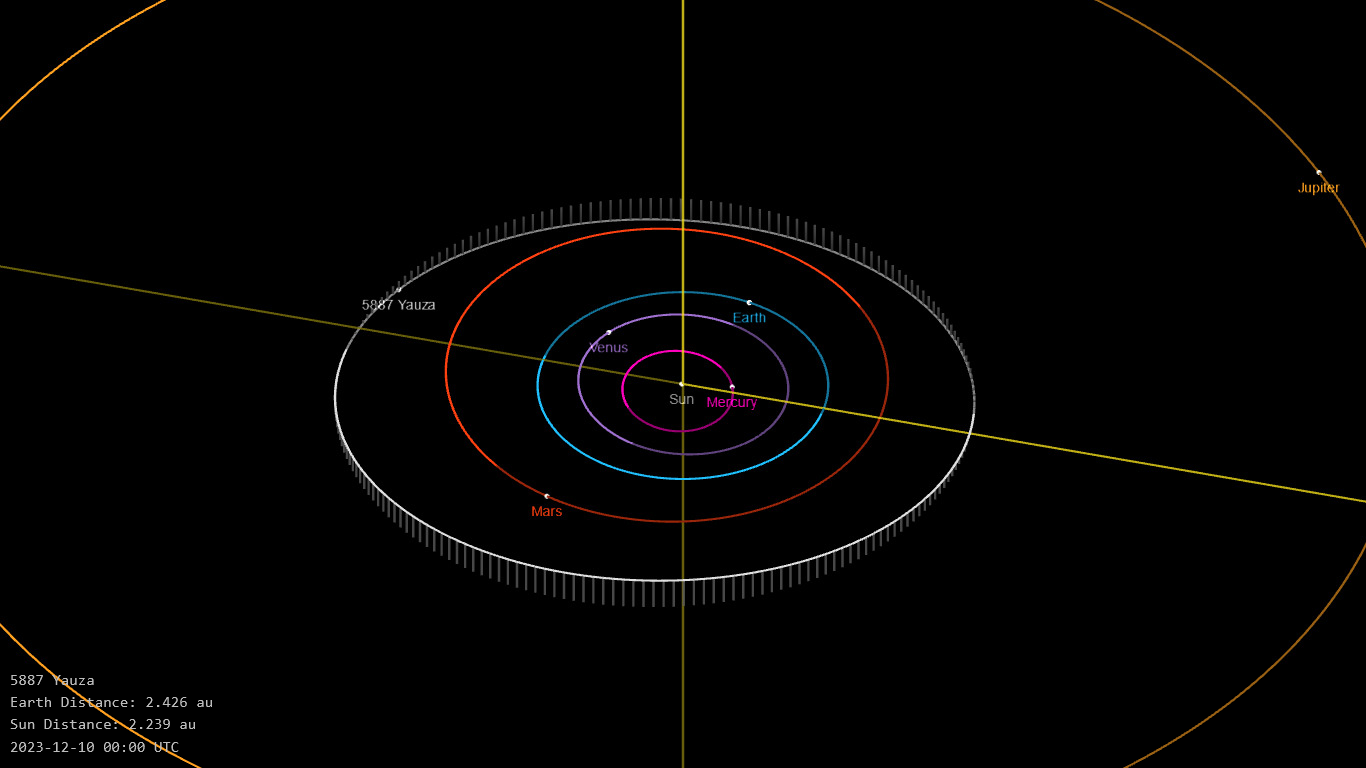

小行星5887（英語：5887 Yauza）是一颗围绕太阳公转的小行星。1976年9月24日，尼古拉·切爾尼赫在克里米亚发现了此天体。
这颗小行星的绝对星等为234.90906等。